# Municipio de Ixtapangajoya
El municipio de Ixtapangajoya es un municipio mexicano que se ubica al norte del estado mexicano de Chiapas. Según el censo de 2020, tiene una población de 6284 habitantes.
Su cabecera municipal es la localidad del mismo nombre.
Se localiza en los límites de las montañas del Norte y de la Llanura Costera del Golfo, siendo semiplano la mayor parte de su territorio.
Limita al norte con el municipio de Pichucalco y el Estado de Tabasco, al este y al sur con Amatán y Solosuchiapa y al oeste con Ixtacomitán.

## Geografía Física

### Extensión
Su extensión territorial es de 107,2 km².

### Orografía
La mayor parte del territorio del municipio se compone de zonas semiplanas, encontrándose en algunas partes zonas accidentadas y en una mínima extensión terrenos planos.

### Hidrografía
La red hidrológica está integrada por el río de la Sierra y por los Arroyos Blanco, Jana, El Caracol, El Azufre, El Estanque, La Laja, El Pino y Arroyo Grande.

### Clima
El clima en el municipio es cálido húmedo, con lluvias todo el año. Las precipitaciones medias anuales son de 3,000 milímetros anuales.

### Flora
La vegetación en el municipio es de selva alta y su flora está compuesta por una gran variedad de especies siendo las más importantes las siguientes: chite, mirasol, jopi, palo de danta, hule, aguajpo, caoba, amate, cedro, ceiba, chicozapote, guarumbo y jimba.

### Fauna
La fauna del municipio está compuesta por una gran variedad de especies de las cuales sobresalen las siguientes: boa, coral, iguana de ribera, tortuga plana, tortuga cocodrilo, zopilote rey, armadillo, jabalí, mapache, murciélago, puerco espín, cenzontle, tejón, tuzas, tepezcuinte y  venado cabrío.

### Geomorfología
El municipio está constituido, geológicamente, por terreno paleoceno, terciario y cretácico superior. El tipo de suelo predominante es nito sol. Su principal uso es pecuario y selva, correspondiendo el 97% de su terreno a propiedad privada y el resto a terrenos ejidales.

### Monumentos Históricos
El municipio cuenta con el Templo de Santo Tomás, el cual fue construido en el año de 1650 aún en reconstrucción 

### Tradiciones
La celebración más importante en el municipio son las fiestas de Santo Tomás de Aquino el día 7 de marzo, la cual se celebra con antelación con elección de la Reyna de la feria y la tradicional cabalgata ya conocida en todo la república gracias a su buen recibimiento de los cabalgantes, así mismo es tradición la elevación de globos de cantoya artesanales creados por habitantes de la comunidad de Miguel Hidalgo y Cacatal de este municipio,  Tradicionalmente se celebra también la Semana Santa, el Día de Muertos, Navidad y Año Nuevo.

### Artesanías
En el municipio se elaboran muebles de madera, herrería y ropa, canastos de bejuco, vasijas de barro, blusas bordadas,  abanicos de palma.

### Centros Turísticos
Los principales atractivos turísticos son: los paisajes fluviales, el río de la Sierra, las ruinas de la iglesia de 1650 aproximadamente  en la cabecera municipal, el puente de hamaca, el parque central, los paisajes con los nidos colgantes de las zacuas y su arco de entrada que se realizó para recordar que por aquí entró la evangelización a Chiapas, donde se puede leer la siguiente leyenda: "Desde Salamanca España a Ciudad Real de San Cristóbal  de la Casas por aquí entro la evangelización a Chiapas 21 de febrero de 1545".

## Demografía
En el censo de 2020 el municipio de Ixtapangajoya cuenta con 17 localidades.
| Código INEGI      | Localidad         | Población (2020) |
| ----------------- | ----------------- | ---------------- |
| 070450009         | La Gloria         | 1 715            |
| 070450001         | Ixtapangajoya     | 1 635            |
| Otras localidades | Otras localidades | 2 934            |
| Total municipal   | Total municipal   | 6 284            |

## Historia
En la época prehispánica, el territorio del actual municipio de Ixtapangajoya fue poblado por individuos del grupo Zoque. A la llegada de los españoles existía un camino que atravesaba el Municipio y que comunicaba al pueblo de Copainalá con Tabasco. Durante la conquista fue uno de los pueblos que se rebelaron en contra del conquistador Luis Marín (1524)El pueblo colonial de Ixtapangajoya se fundó a raíz de la real cédula que expidió la corona española en 1540, por medio de la cual se ordenaba la concentración de los indígenas en pueblos. En 1772, aparece como tributario de la "Real Hazienda y Caxa de la ciudad de Santhiago de Goathemala". En 1778, contaba con una población de 110 habitantes. En 1910, se creó el departamento de Pichucalco, al cual pasó a pertenecer al Municipio. El 23 de febrero de 1944, el Gobernador del Estado, Rafael Pascacio Gamboa, promulgó el decreto que elevó a Ixtapangajoya a Municipio de segunda categoría.

### Hechos históricos
- 1743 Se clarifican y definen los límites entre las provincias de Chiapas y tabasco, quedando el primer pueblo de Ixtapangajoya en Chiapas y el segundo en Tabasco.
- 1774 Están dentro de la provincia de zoques, guardianía y coronas como un anexo del pueblo de Ixtacomitán.
- 1778 Figura en las listas de la "real hazienda y caxa de la ciudad de Santhiago de Goathemala" como parte integrante de la alcaldía mayor de ciudad real de Chiapa de la Capitanía General de Guatemala. en el censo de población de ese año aparece con 110 habitantes.
- 1905 El pueblo de Ixtapangajoya ya tenía 1,371 habitantes.
- 1910 Se crea el departamento de Pichucalco pasando a depender de este.
- 1915 Desaparecen las jefaturas políticas y se crean 59 municipios libres, siendo este una delegación del municipio de Solosuchiapa.
- 1944 El 23 de febrero el Dr. Rafael Pascacio Gamboa, Gobernador del Estado, mediante decreto expedido por el H. Congreso del Estado la eleva a municipio de segunda, por tener ya una cabecera municipal semiurbana.
- 1983 Para efectos del sistema de planeación se les ubica en la región V Norte.